# DFS 331
DFS 331 var ett lastglidflygplan som tillverkades i ett prototypexemlplar.
DFS 331 konstruerades i samarbete mellan DFS och Gotha. Ansvarig för konstruktionen var Hans Jacob vid DFS som tidigare konstruerat transportglidaren DFS 230.
Transportglidaren var tänkt att sättas in i målområden som låg 30–70 kilometer från startplatsen. 
Vid konstruktionsarbetet kunde mycket av konstruktionen från den tidigare DFS 230, flygplanskroppen förlängdes och breddades för att ge plats för en Flak-kanon eller ett lätt militärfordon. Eftersom nästan hela fronten var inglasad och flygplanet var högvingat blev sikten för piloterna mycket god. Vid flygutprovningen 1941 visade det sig att Gotha Go 242s prestanda var bättre, och tillverkningen upphörde efter ett prototypexemplar. 